# Янголь Леонід Михайлович
Леоні́д Миха́йлович Я́нголь (1978—2023) — сержант Збройних сил України, учасник російсько-української війни, що відзначився у ході російського вторгнення в Україну. Герой України (2024, посмертно).

## Життєпис
Народився 8 березня 1978 року в с. Куликівка на Чернігівщині. Після закінчення школи навчався в Куликівському СПТУ-30, потім — у Чернігівському кооперативному технікумі.
Протягом 1996—1998 рр. проходив строкову військова служба у підрозділі спеціального призначення «Барс» внутрішніх військ МВС України. У 1999—2015 рр. проходив службу в Куликівському районному відділку міліції, де отримав звання капітана.
У 2014—2015 роках у ході двох ротацій у складі зведеного загону УМВС захищав державу в зоні проведення АТО/ООС. Після демобілізації працював мисливцезнавцем у Куликівському відділенні Українського товариства мисливців і рибалок.
З перших днів російського вторгнення в Україну добровільно став на захист держави. Служив головним сержантом розвідувальної роти у складі 1-ї окремої танкової Сіверської бригади. Спочатку боронив від російських окупантів Чернігівщину, потім — на південному сході держави.
Загинув 21 липня 2023 року біля с. Мала Токмачка Пологівського району Запорізької області під час виконання бойового завдання.
Похований у рідному селі Куликівці на Чернігівщині..
Залишились батько, дружина, троє синів.

## Нагороди
- Звання Герой України з удостоєнням ордена «Золота Зірка» (15 липня 2024, посмертно) — за особисту мужність і героїзм, виявлені у захисті державного суверенітету та територіальної цілісності України, самовіддане служіння Українському народові[3].